# Nationale Arbeitsgruppe Repression gegen Schwule
Die Nationale Arbeitsgruppe gegen Repression gegen Schwule, oft verkürzt nur als Nationale Arbeitsgruppe Repression gegen Schwule und meist von dieser verkürzten (aber dann unsinnigen) Namensangabe abgekürzt NARGS genannt, war als eine überregionale Gruppe Teil der deutschen Schwulenbewegung. Sie bestand zwischen 1977 und 1981. Durch die Mitarbeit lernten sich die Gründer der Akademie Waldschlösschen kennen.

## Geschichte
Zeitgleich mit einem Treffen deutscher Schwulengruppen zu Pfingsten in Hamburg am 28.–30. Mai 1977 fand ein erstes Treffen von potentiellen Unterstützern der Idee eines 3. Russell-Tribunals über Menschenrechtsverletzungen in der Bundesrepublik Deutschland statt. Diese Bestrebungen erklären sich aus den maßlosen Reaktionen der Politik auf die Aktionen der RAF, die unter anderem im Film „Deutschland im Herbst“ beschrieben wird. Neben den Vertretern verschiedener K-Gruppe, gingen auch einige Mitglieder verschiedener Schwulengruppen zu diesem Treffen auf der Moorweide. Als beschlossen wurde, dass ein drittes Tribunal der Bertrand-Russell-Peace-Foundation zu Menschenrechtsverletzungen in der Bundesrepublik Deutschland organisiert werden sollte, entschlossen sich einige der anwesenden schwulen Männer, sich dafür einzusetzen, dass auch die Diskriminierung von Schwulen Gegenstand des Tribunals werden sollte. Bei einem zweiten Treffen in Göttingen am 26. und 27. Juni 1977 stellte einer von ihnen in einem Redebeitrag diese Forderung. Auf die Frage, welche Organisation denn diese Forderung erhebe, antwortete das aus Luxemburg stammende Mitglied der bis dahin nur zufällig zusammengekommenen Gruppe schwuler Männer aus verschiedenen Orten der Bundesrepublik, dies sei eine Forderung der „Nationalen Arbeitsgruppe gegen Repression gegen Schwule“. In den kommenden Monaten wurde bei weiteren Koordinierungstreffen über einen besseren Namen diskutiert, weil die Deutschen mit dem Begriff „National“ äußerst unglücklich waren, aber schließlich wurde beschlossen, die Abkürzung NARGS zu verwenden.
Die zahlreichen Vorbereitungstreffen mit Mitgliedern unterschiedlicher K-Gruppen boten der NARGS ein Stück Öffentlichkeit, wenigstens im links-alternativen Spektrum und die Hoffnung auf Presseberichterstattung während des Tribunals. Das war besonders deswegen wichtig, weil für die Medien Berichterstattung über schwules Leben nahezu tabu war. Die Tageszeitung (taz) gab es damals noch nicht. Die Erwähnung der Theateraufführung „Brühwarm – ein schwuler Jahrmarkt“ im Spiegel 1976 stellt eine der seltenen Ausnahmen dar.
Die Gruppenmitglieder, die überwiegend Studenten waren und in kleineren (Universitäts-)Städten lebten, trafen sich ca. alle sechs bis acht Wochen in unterschiedlichen Tagungshäusern, in denen gerade ausreichende Räumlichkeiten zu geringem Preis zu mieten waren, oder in Wohngemeinschaften. Sie verbanden den Kampf gegen gesellschaftliche Diskriminierung mit dem Wunsch, angemessene Modelle für ein selbstbestimmtes Leben zu entwickeln, wie es bereits „Das Ödipus Kollektiv“ in seinem Theaterstück „Brühwarm – ein schwuler Jahrmarkt“ begonnen hatte. Die NARGS bestand aus Männern, die alle auch in ihren jeweiligen Wohnorten in Schwulengruppen aktiv waren, ohne diese jedoch repräsentieren zu wollen. Die andere Ansicht, die Michael Glas in der Nürnberger Schwulenpost – der Nachfolgerin der Bewegungszeitschrift „Rosa Flieder“, die 1989 mit der Berliner Schwulenzeitschrift „Siegessäule“ zum bundesweit vertriebenen Magazin „magnus“ verschmolz – vertrat, beruhte möglicherweise darauf, dass sich wegen der in allen Teilen der Schwulenbewegung laufenden Diskussionen rückblickend schwer erkennen lässt, welche Position eine Person individuell und was jemand als Repräsentant einer Gruppe vertreten hat. Obwohl die NARGS bei den ersten Vorbereitungstreffen entstanden war, blieb innerhalb der Gruppe heftig umstritten, ob die Mitwirkung am 3. Russell-Tribunal der richtige Weg für das eigene Ziel sei. Auch in dieser Gruppe schwelte der Tuntenstreit, der 1973 in der HAW ausgebrochen war.
Tatsächlich wurde in der zweiten Sitzungsperiode des 3. Russell-Tribunals vom 3. bis 8. Januar 1979 beispielhaft das Infotischverbot der Stadt Aachen gegenüber der dortigen Schwulengruppe behandelt und als Zensurfall (Verhinderung sachlicher Information der Öffentlichkeit) verurteilt. Die Frage der Schwulenunterdrückung wurde aber auch durch diese Verurteilung in der allgemeinen Öffentlichkeit nicht problematisiert, weil das 3. Russell-Tribunal insgesamt in der deutschen Presse überwiegend wie eine staatsfeindliche Veranstaltung linksradikaler Extremisten dargestellt wurde.
Während der fast zwei Jahre dauernden Vorbereitungen, in denen es sowohl darum ging, die verschiedenen K-Gruppen davon zu überzeugen, dass die Diskriminierung von Homosexuellen eine relevante Menschenrechtsverletzung ist, als auch andere K-Gruppen (insbesondere den in Hamburg starken Kommunisten Bund) abzuwehren, die versuchten, den Widerstand gegen Berufsverbote schwuler Lehrer und die Verhinderung sachlicher Informationen als Kampf für ihre Ideologie zu vereinnahmen, wurde den meisten Gruppenmitgliedern klar, dass es keine Zielvorstellung davon gab, wie eine diskriminierungsfreie Gesellschaft gestaltet sein sollte. Es begann bei den beteiligten Personen eine Entwicklung hin zum Selbstverständnis einer Bürgerrechtsbewegung, ohne dass es ihnen bewusst gewesen wäre. Wie den Initiatoren von Tunix, wurde den Aktivisten der NARGS bewusst, dass es in der gesamten studentisch geprägten deutschen Schwulenbewegung zwar ein Bewusstsein davon gab, gegen welche Formen von Diskriminierung man sich wehren musste. Eine positive Vision einer besseren Gesellschaft und eines selbstbestimmten schwulen Lebens fehlte jedoch völlig.
Aus dem Bewusstsein dieses Mangels entstand die Idee für ein Treffen von Schwulen aus möglichst vielen Ländern, um gemeinsam Perspektiven zu diskutieren und gestärkt durch eine möglichst große Gemeinschaft andere Formen des Zusammenlebens zu erproben. So entstand die Idee für Homolulu, und deshalb sollte diese Veranstaltung auch in Frankfurt am Main als zentralem und verkehrsgünstig gelegenem Ort stattfinden.
Der Termin im Sommer 1979 erwies sich als glücklich gewählt: In der Presse herrschte „saure-Gurken-Zeit“ und deshalb berichtete der SPIEGEL schon 10 Tage vor Beginn über die geplante Veranstaltung. Da auch während der Homolulu-Woche keine dramatischen Ereignisse die Deutsche Presse beschäftigten, berichteten nahezu sämtliche überregionalen Medien über das Event, und so kam es, dass zum ersten Mal überwiegend sachlich über schwules Leben berichtet wurde. Die inhaltlichen Diskussionen zu schwulenpolitischen Themen, z. B. der kurz zuvor gegründeten AG schwuler Lehrer in der GEW Berlin, blieben allerdings dem selbst gedruckten täglichen Blatt für die Teilnehmer überlassen. Dennoch veränderte die sachliche, oft sogar sympathisierende Berichterstattung in der gesamten alten Bundesrepublik die allgemeine Wahrnehmung von Schwulen. Deshalb war es danach eher möglich, auch regionale Termine in der Lokalpresse anzukündigen, und es wurde zunehmend über Veranstaltungen berichtet. Dies war ein Wendepunkt, sowohl in der öffentlichen Wahrnehmung als auch in der Selbstwahrnehmung der Schwulen, und bedeutet daher sowohl Höhe- und Endpunkt einer Phase der Schwulenbewegung als auch den Anfang einer neuen Phase, die bis zum Beginn der AIDS-Krise dauerte. Da es aber nur um Schwule ging, verstärkte dies die Unsichtbarkeit der Lesben, die in der Frauenbewegung versteckt blieben.
Um an dem Ziel, konkrete Vorstellungen für eine erfüllende Lebensgestaltung zu entwickeln (statt „Weg mit § 175 StGB!“ „Da will ich hin, so soll es sein.“) weiterzuarbeiten und auf Grund der praktischen Probleme,  einen geeigneten Ort für die häufigen Wochenendtreffen zu finden, war der Wunsch entstanden, eigene Räume im Zentrum Deutschlands zu mieten, um nicht für jedes Treffen nach Plätzen in irgendeinem Tagungshaus suchen zu müssen. Ende 1980 gründeten mehrere Mitglieder der NARGS einen Verein, um das leer stehende Hotel „Waldschlösschen“ ab 1981 zu mieten und teilweise darin selbst zu wohnen, hauptsächlich aber, um es als Tagungshaus zu betreiben. Viele Mitglieder der NARGS beteiligten sich 1981 an der Instandsetzung des Gebäudes. Als auch Veranstaltungen gestaltet und angeboten wurden, traten die Interessierten dem Trägerverein bei, der seit der Gründung der Stiftung Akademie Waldschlösschen zum Förderverein geworden war, und die NARGS löste sich auf.